# Ostroh
Ostroh (tiếng Ukraina: Острог) là một thành phố của Ukraina. Thành phố này thuộc tỉnh Rivne. Thành phố này có diện tích ? km², dân số theo điều tra dân số năm 2001 là 14.801 người.